# Dieding (Trostberg)
Dieding ist ein Stadtteil von Trostberg im oberbayerischen Landkreis Traunstein. 
Das Dorf wird als „Tuotingon“ erstmals 837 im Zuge eines Besitztausches genannt.

## Baudenkmäler
Siehe: Liste der Baudenkmäler in Dieding